# Viscount International
Viscount International SpA (Viscount) è un'azienda che produce strumenti musicali, situata nell'area di Mondaino e fondata nel tardo ottocento. Il mercato principale per Viscount sono organi liturgici e pianoforti digitali, anche se negli anni 2000 sono stati creati diversi marchi per commercializzare prodotti diversi: VERSE e Voice Systems per l'amplificazione da palco e fissa, Physis per gli organi digitali basati sulla tecnologia a modelli fisici, Galileo per i pianoforti digitali. Viscount ha anche avuto i diritti sul marchio Oberheim per alcuni anni, con il quale ha prodotto organi vintage, un sintetizzatore, e una serie di master keyboard, la MC, che ha riscosso successo in Italia e all'estero. Le attività di produzione, ricerca e sviluppo sono tutte localizzate in Italia.

## Storia

### XX secolo
La storia di Viscount inizia a fine ottocento, intorno al 1890, quando Antonio Galanti, musicista e artigiano, stabilì a Mondaino, nel Riminese, una piccola attività per la produzione di fisarmoniche. L'impresa ebbe successo al punto che nel 1917, suo figlio Egidio costruì il primo vero e proprio stabilimento industriale, la fabbrica Galanti, oggi ristrutturata e adibita ad uffici e contenente un auditorium dove annualmente l'azienda tiene un concorso organistico internazionale . Tra il 1910 e il 1920, gli uomini della famiglia: Domenico, poi Egidio e Robusto, si trasferiscono negli Stati Uniti, dove importano le fisarmoniche e riscuotono buon successo, al punto da depositare alcuni brevetti all'ufficio brevetti americano. Dopo il 1955 i Galanti tornano stabilmente in Italia, dove nel frattempo hanno iniziato la produzione di chitarre elettriche che durerà fino agli anni '70. Nel 1959, uno dei figli di Egidio, Marcello, si mette in proprio fondando Intercontinental Electronics SpA, e Viscount nel 1969. La produzione è principalmente legata agli organi liturgici, organi da casa e tastiere, anche se, come molti produttori della costa adriatica centrale (si pensi ad esempio ai marchi Eko, Farfisa, FBT del Distretto degli strumenti musicali di Castelfidardo – Loreto – Recanati e alle riviere Romagnola e Marchigiana in genere), negli anni la ditta produrrà strumenti di vario genere ed impianti audio.

### Storia recente
Alla sua morte, nel 1999, Marcello Galanti lascia la sua attività ai figli Mauro e Loriana Galanti, che decidono di rinnovare il catalogo prodotti ed espandere il personale di ricerca e sviluppo includendo un nuovo laboratorio situato ad Ancona. In questi anni, Viscount acquista i diritti sul marchio Oberheim, storico produttore di strumenti elettronici analogici e digitali, con cui commercializza alcuni prodotti molto riusciti, ma ora non più in produzione come: le master keyboard MC, il sintetizzatore digitale OB-12, la linea di organi vintage OB3², e il multieffetto per chitarra GM-1000. In quegli anni nacque la serie di pianoforti digitali Galileo. Gli organi liturgici hanno tuttavia rappresentato per Viscount negli ultimi venti anni il business principale.
Nel 2007 Viscount lancia una nuova serie di casse acustiche con amplificatore digitale, chiamata VERSE INSIDER, a cui affianca poi le D: SIDER. Queste casse sono il risultato della ricerca di un altro team di sviluppo, ed integrano in casse di medie dimensioni e costo un amplificatore digitale di classe D, un DSP programmabile da PC e un sistema di controllo remoto di una rete di casse da una sola postazione PC. La novità di questo prodotto era l'integrazione di tutte queste caratteristiche in un prodotto dal costo non elevato, indicato sia per installazioni fisse e sospese (palchi, sale) che concerti dal vivo di dimensioni da medio-piccole a grandi. Nel 2007 sistemi di controllo remoto simili erano solo appannaggio di casse di tipo Line Array, perciò di costo molto superiore e uso diverso.
Nel 2008 esce commercialmente una nuova serie di organi, con tecnologia a modelli fisici, brevettata da Viscount, e nota come Physis. Gli organi di questa serie, "Unico", sono il primo esempio di modellazione fisica delle canne di organo liturgico in un prodotto commerciale se si esclude il modulo expander CM-100, sempre di Viscount, uscito alcuni anni prima. Al momento in cui si scrive (2010), non esistono altri prodotti in commercio che facciano uso della stessa tecnologia per l'emulazione del suono di canne d'organo.

## Prodotti

Prodotti fuori produzione
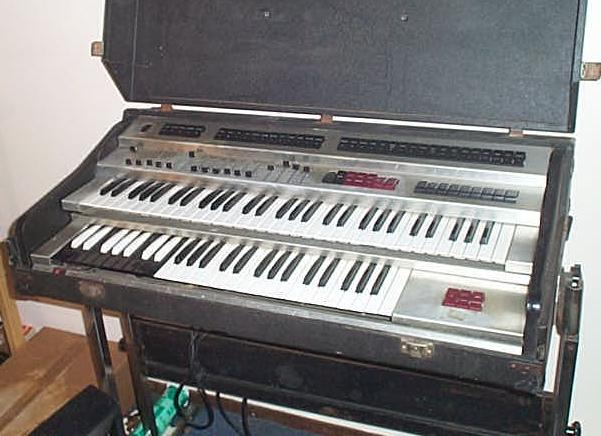
Viscount Intercontinental (organo combi)
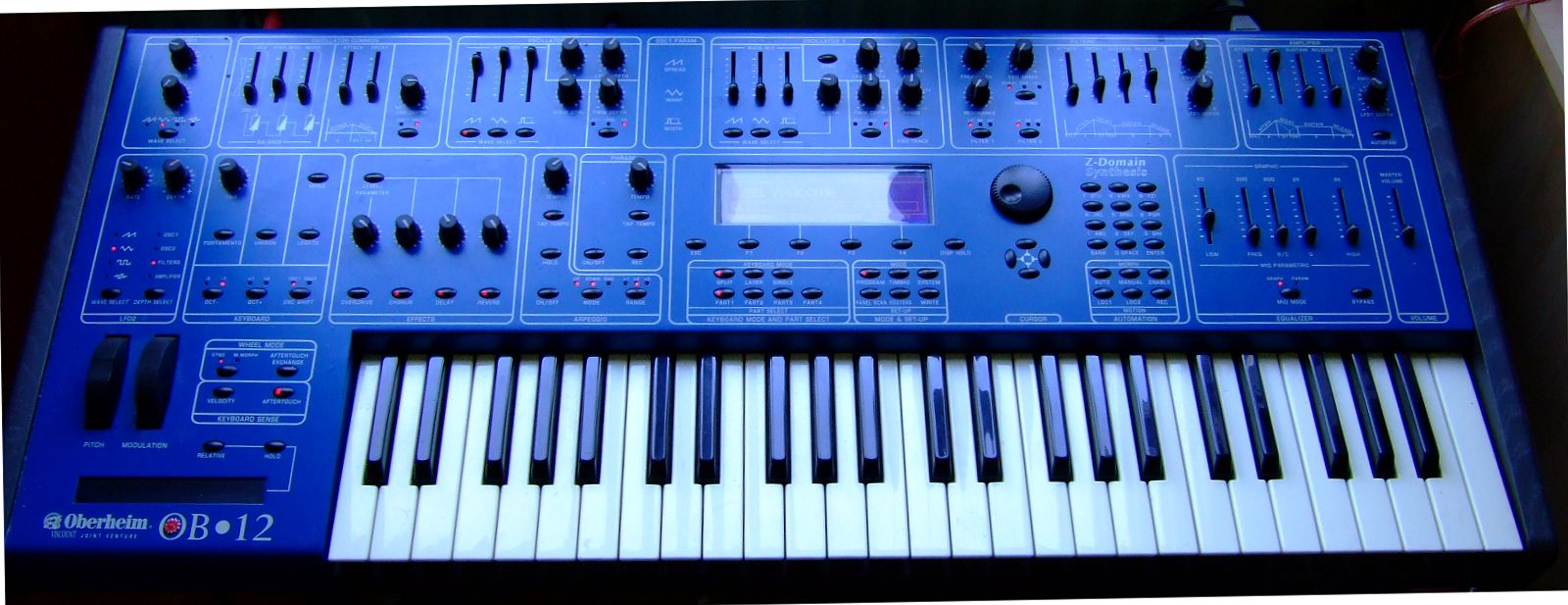
Oberheim OB12 (sintetizzatore)

### Prodotti fuori produzione
Alcuni strumenti di notevole interesse prodotti durante la prima metà del XX secolo sono:
- le fisarmoniche Dominator e Super Classic
- le chitarre Galanti, come la serie Grand Prix

Prodotti più recenti sono:
- il sintetizzatore polifonico Oberheim OB-12
- la serie MC di master keyboard
- la serie di organi vintage OB-3, D9, OB3² (ora sostituiti dalla serie Viscount DB)
- la prima serie di organi Prestige (ora sostituiti da una nuova serie Prestige con diversa numerazione)
- le casse digitali Eclipse, un primo tentativo di costruire piccole casse con amplificatore digitale

### Prodotti recenti
Negli anni 2000, l'azienda ha puntato molto sul rinnovamento tecnologico, e sull'ideazione di prodotti che potessero essere innovativi sotto vari aspetti, come ad esempio:
- gli organi Unico, che fanno uso della tecnologia a modelli fisici e un sistema operativo Linux.
- le casse amplificate in digitale VERSE
- i mixer digitali Alpha, tra i primi mixer digitali di piccole dimensioni

Prodotti recenti
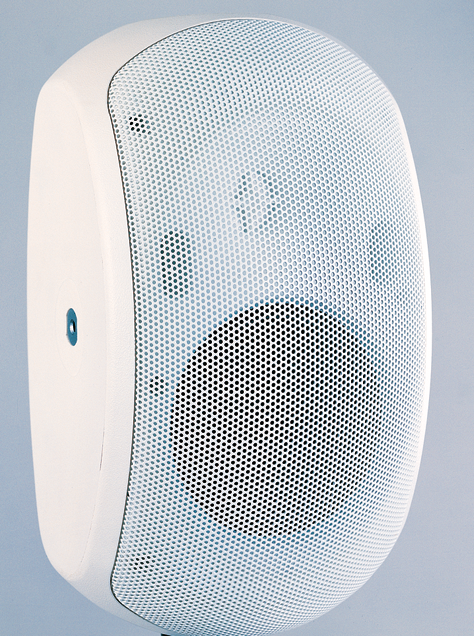
cassa Voice Systems Bee T-Five
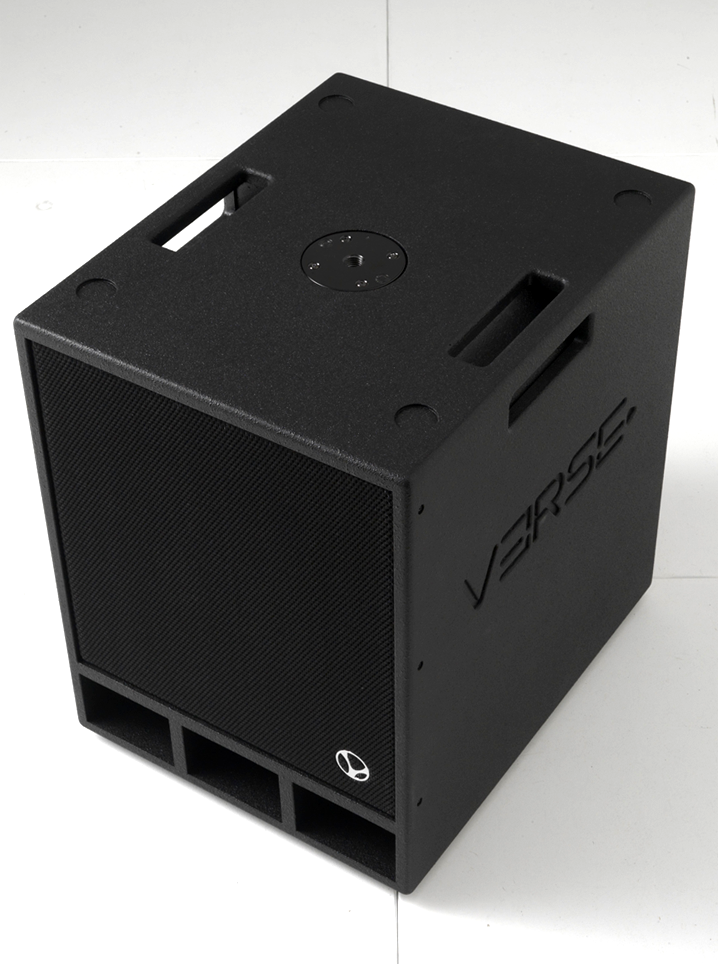
cassa VERSE D:SUB

#### Physis
Physis è il marchio relativo alla tecnologia a modelli fisici per le canne d'organo sviluppata da Viscount e brevettata. Al momento attuale, due serie di organi sono state commercializzate sotto il marchio Physis, chiamate Unico e Unico CL. Questi organi sono basati esclusivamente sulla modellazione fisica del suono, rinunciando totalmente alla tecnica del campionamento. Gli organi Unico sono gestiti da un Sistema Operativo GNU/Linux, capace perciò di gestire dispositivi USB come memorie di massa. Questa serie di organi sembra aver guadagnato nuova popolarità a Viscount in America, dove l'organo è stato suonato per alcuni concerti di apertura delle Olimpiadi.

#### VERSE
VERSE è un marchio registrato da Viscount per la commercializzazione di sistemi di sound reinforcement come casse da palco e da sala. Tutte le casse VERSE in commercio nel 2010 sono equipaggiate con amplificatori digitali di classe D. Tali amplificatori hanno notevoli vantaggi rispetto ai sistemi tradizionali in classe A, B e AB e permettono inoltre di essere controllati in remoto. Le casse D: SIDER, infatti introducono la possibilità di connessione tramite una rete in cascata secondo lo standard RS-485, attraverso la quale, da PC è possibile monitorare i parametri delle casse, attivarne e modificarne le sezioni di processing. Il software venduto da VERSE per il controllo delle casse è chiamato D: SP.
I prodotti di questo marchio sono:
- D: SIDER e D: SUB, equipaggiate con DSP, collegamento RS-485 e amplificatore digitale
- INSIDER MkII e SUB MkII, equipaggiate con amplificatore digitale.

#### Voice Systems
Voice Systems, è il primo tra i marchi sopra menzionati, ad essere creato, nel 2000 e vende prodotti per le fasce consumer del mercato, come impianti audio e mixer di piccole dimensioni e portatili, per piccoli concerti.

## Elenco di artisti che hanno usato strumenti Viscount
- Cameron Carpenter, organi Physis e Prestige[7]
- Ellen Wang, organi Physis
- Martin Maans, organi Physis
- Rick Wakeman, pianoforti Galileo
- Anneke van Giersbergen, ex cantante dei The Gathering, utilizza MC 3000 nel proprio studio di registrazione
- Jay Metarri (Belgian session man)
- Roby Facchinetti (Pooh Keyboardist italian) Oberheim mc2000 (2004/2016)